# Constantin Kabemba
Constantin Kabemba (* 1. Juli 1943 in Lubumbashi) ist ein ehemaliger Radrennfahrer aus der Demokratischen Republik Kongo.

## Sportliche Laufbahn
Kabemba war im Straßenradsport aktiv. Er war Teilnehmer der Olympischen Sommerspiele 1968 in Mexiko-Stadt und startete für das damalige Kongo-Kinshasa. Er gehörte 1968 zu den ersten Sportlern seiner Heimat, die bei Olympischen Spielen starteten.
Das olympische Straßenrennen beendete er nicht. Im Mannschaftszeitfahren kam das Team aus dem Kongo mit Constantin Kabemba, François Ombanzi, Jean Barnabe und Samuel Kibamba auf den 30. Rang.